# Башкирский государственный медицинский университет
Башкирский государственный медицинский университет (БГМУ) (баш. Башҡорт дәүләт медицина университеты (БДМУ)) — высшее учебное заведение в городе Уфа.

## История
Башкирский медицинский институт был основан в 1932 году.
Первоначально институт с рабфаком располагался на втором этаже и в полуподвальном помещении здания школы ФЗО по улице Фрунзе д. 47. Позже всё здание передали институту. В последующие годы для института были построены общежития на 600 мест, новый учебный корпус. Первыми преподавателями института были В. М. Романкевич, С. З. Лукманов, З. А. Исханов, А. С. Давлетов, И. С. Немков, Г. Н. Масленников, Е. Н. Грибанов, М. А. Абдульменев.
В 1933 году в институте были открыты кафедры гистологии, кабинеты иностранных языков и военноведения, которые возглавили врач В. М. Романкевич, преподаватели В. А. Словохотов и Р. И. Сафаров. В 1933 году институту присвоили звание «имени 15—летия ВЛКСМ».
В 1934 году были открыты кафедры нормальной физиологии (проф. Н. С. Спасский), микробиологии (проф. С. А. Белявцев), патологической физиологии (врач .В. А. Самцов), оперативной хирургии (врач В. М. Романкевич), фармакологии (доцент И. А. Лерман), клинические кафедры — пропедевтики внутренних болезней (проф. Д. И. Татаринов), общей хирургии (доцент И. Д. Аникин). К 1938 году в институте было 32 кафедры, которые возглавили девять профессоров и 23 доцента.
В 1938 году институт выпустил первый сборник научных трудов, в которых были подведены итоги научных исследований теоретических и клинических кафедр института.
В конце 1937 года состоялся первый выпуск врачей.
В 1941 году на базе института разместился эвакуированный в Уфу 1-й Московский медицинский институт со всеми студентами и профессорско-преподавательским составом. Срок обучения врачей был сокращён до 4-х лет.
К концу 1965 года в институте было 22 доктора и 102 кандидата наук, а к 1970 году институт стал крупным многопрофильным ВУЗом. При участии учёных института было достигнуто значительное улучшение показателей здоровья населения Башкирии. Были ликвидированы заболевания: малярия, трахома, полиомиелит, дифтерия, достигнуто резкое снижение детских инфекций, туберкулёза и др.
В 2012 году начал издаваться Вестник БГМУ.
В настоящее время в университете сформированы научные школы хирургов, онкологов, терапевтов, неврологов, инфекционистов, дерматологов, биохимиков, морфологов. В университете работают 220 докторов и 515 кандидатов наук.
Обучение ведётся на русском языке; для студентов из числа иностранных граждан есть вариант обучения с частичным использованием языка-посредника (английского).
Факультеты: лечебный, педиатрический, фармацевтический (дневное и вечернее отделения), стоматологический, медико-профилактический. В структуре университета работает Институт развития образования.
В 2013 году был присоединён Уфимский медицинский колледж, ставший колледжем при БГМУ.
На собственной клинической базе БГМУ Минздрава России студенты проходят практическую подготовку — Клиника БГМУ, клиническая стоматологическая поликлиника, Всероссийский центр глазной и пластической хирургии, Уфимский научно-исследовательский институт глазных болезней, Федеральный аккредитационный центр.

## Ректорат
- С. М. Трайнин — директор БГМИ с 1932 по 1937 гг.
- А. В. Чубуков — директор БГМИ с 1937 по 1940 гг.
- Г. А. Пандиков — директор БГМИ с 1941 по 1947 гг.
- А. А. Иванов — директор БГМИ с 1947 по 1951 гг.
- Н. Ф. Воробьёв — директор БГМИ с 1951 по 1965 гг.
- З. А. Ихсанов[3] — ректор БГМИ с 1965 по 1973 гг.
- Ю. А. Лоцманов[4] — ректор БГМИ с 1973 по 1982 гг.
- В. Г. Сахаутдинов — ректор БГМИ с 1982 по 1988 гг.
- Ф. Х. Камилов — ректор БГМИ с 1988 по 1994 гг.
- В. М. Тимербулатов — ректор БГМУ с 1994 по 2011 гг.
- В. Н. Павлов — ректор БГМУ с 2011 г.

## Факультеты[5]
1. Лечебный факультет
2. Педиатрический факультет
3. Стоматологический факультет
4. Медико-профилактический факультет с отделением микробиологии
5. Фармацевтический факультет
6. Институт развития образования
7. Медицинский колледж (как административное подразделение)

## Рейтинги
Университет входит в ведущие международные и российские рейтинги:
— 3 место среди российских медицинских университетов по версии рейтинга THE`s World University,
— 4 место среди медицинских университетов России в международном рейтинге «Три миссии университета»,
— в пилотном рейтинге стран БРИКС Университет занял:
1 место среди региональных медицинских университетов,
4 место среди медвузов России
11 место среди медицинских университетов стран БРИКС,
— входит в топ-100 лучших российских вузов по версии рейтинга Forbes
— входит в топ-100 Национального агрегированного рейтинга российских вузов,
— Университет занимает высший платиновый статус в проекте «Healthy Campus»
В 2024 году вуз вошёл в Международный рейтинг «Три миссии университета», где занял 801—900 позицию.
В 2024 году занял 75 место в рейтинге RAEX «100 лучших вузов России», 8 место в предметных рейтингах RAEX по направлению «медицина» и 9 место по направлению «фармация».
Также 2024 году вуз занял 95 место в рейтинге Webometrics «Рейтинг вузов России» и 4334 место в рейтинге Webometrics «Рейтинг вузов мира»

## Стоматологический факультет
Основанный в 1976 году, стоматологический факультет почти за 50 лет подготовил более 5000 стоматологов, в том числе более 500 иностранных.
Известные врачи и учёные в области стоматологии преподают и проводят научные исследования в различных областях — от прогнозирования, диагностики и традиционных методов лечения до инновационных методов в стоматологии, челюстно-лицевой хирургии и костной пластики.
Факультет состоит из 10 кафедр и готовит студентов к работе по специальности Стоматология, а после ординатуры: Ортодонтия, Хирургическая стоматология, Челюстно-лицевая хирургия, Ортопедическая стоматология, Терапевтическая стоматология, Детская стоматология.
Студенты принимают участие в различных конференциях, олимпиадах, занимают призовые места. Активно работает студенческое самоуправление и проектный офис, которые помогают студентам реализовывать свои проекты, в том числе гранты.